# Prikljutjenija Sjerloka Kholmsa i doktora Vatsona: Sokrovisjja Agry
 For alternative betydninger, se Sherlock Holmes (flertydig). (Se også artikler, som begynder med Sherlock Holmes)
Prikljutjenija Sjerloka Kholmsa i doktora Vatsona: Sokrovisjja Agry (russisk: Приключения Шерлока Холмса и доктора Ватсона: Сокровища Агры, da.: Sherlock Holmes' og Doktor Watsons eventyr: Agras skatte) er en sovjetisk tv-film fra 1983 af Igor Maslennikov.
Filmen er den fjerde i en serie på i alt fem tv-film om Sherlock Holmes produceret af Lenfilm og instrueret af Igor Maslennikov. Filmen indeholder to episoder, den første baseret Arthur Conan Doyles novelle fra 1890 De Fires Tegn og den anden på novellen fra 1891 En Skandale i Bøhmen.

## Medvirkende
- Vasilij Livanov som Sherlock Holmes
- Vitalij Solomin som Dr. Watson
- Rina Zeljonaja
- Borislav Brondukov